# Rhachithecium perpusillum
Rhachithecium perpusillum är en bladmossart som beskrevs av Brotherus 1909. Rhachithecium perpusillum ingår i släktet Rhachithecium och familjen Rhachitheciaceae. Inga underarter finns listade i Catalogue of Life.